# Lyssomanes tristis
Lyssomanes tristis är en spindelart som beskrevs av George William Peckham, Elizabeth Maria Gifford Peckham och William Morton Wheeler 1889. 
Lyssomanes tristis ingår i släktet Lyssomanes och familjen hoppspindlar. Inga underarter finns listade i Catalogue of Life.